# The Jethro Tull Christmas Album
| Recensione        | Giudizio |
| ----------------- | -------- |
| AllMusic          |          |
| Progressive World |          |
| Progarchives      |          |
| George Starostin  | [ 1 ]    |

(da "Birthday Card at Christmas")
(da "A Christmas Song")
The Jethro Tull Christmas Album (noto anche semplicemente come Christmas Album) è il ventunesimo album registrato in studio dalla band progressive rock inglese Jethro Tull, pubblicato nel 2003.

## Il disco
L'idea di quest'album era venuta a Len Fico della casa discografica Fuel 2000, il quale suggerì a Ian Anderson, nel Natale 2002, l'opportunità di registrare un nuovo album dal clima natalizio.
Fu così che Anderson si mise subito al lavoro, riproponendo pezzi già editi in precedenti album ma anche canzoni nuove. Ben 7 brani su 16 sono strumentali tra i quali il pezzo in chiusura, A Winter Snowscape, composto da Martin Barre e inserito anche nel suo album Stage Left, in un'altra versione.
In un'intervista rilasciata nell'aprile 2014, in seguito alla pubblicazione del disco solista Homo Erraticus, Ian Anderson avrebbe annunciato che ogni suo futuro lavoro sarebbe uscito esclusivamente a suo nome. Nella stessa intervista Anderson dichiarò che i Jethro Tull "sono arrivati praticamente alla fine nel corso degli ultimi 10 anni o giù di lì" ed affermò quindi la sua preferenza nel voler usare il proprio nome per le successive pubblicazioni, essendo egli il compositore di quasi tutta la musica dei Jethro Tull, sin dal 1968, salvo poi riformare il gruppo nel 2017, in occasione delle celebrazioni per i 50 anni dalla pubblicazione del primo disco This Was del 1968.
The Jethro Tull Christmas Album è rimasto quindi l'ultimo lavoro in studio a nome della band sino alla pubblicazione di The Zealot Gene, nel 2022.

## Christmas at St Bride's 2008 (2009)
Nel 2009, l'album live Christmas at St Bride's 2008 è stato incluso con la ristampa dell'album originale su CD.

## Tracce

### The Jethro Tull Christmas Album
1. Birthday Card at Christmas – 3:37
2. Holly Herald – 4:16
3. A Christmas Song – 2:47
4. Another Christmas Song – 3:31
5. God Rest Ye Merry Gentlemen – 4:35
6. Jack Frost and the Hooded Crow – 3:37
7. Last Man at the Party – 4:48
8. Weathercock – 4:17
9. Pavane – 4:19 Gabriel Fauré
10. First Snow on Brooklyn – 4:57
11. Greensleeved – 2:39
12. Fire at Midnight – 2:26
13. We Five Kings – 3:16
14. Ring Out Solstice Bells – 4:04
15. Bourée – 4:25
16. A Winter Snowscape – 4:57

### Jethro Tull Live - Christmas at St Bride's 2008
Recorded Live at St Bride's Church
1. "Weathercock" (Ian Anderson) - 4:41
2. "Introduction: Rev. George Pitcher / Choir: What Cheer" (William Walton) - 3:32
3. "A Christmas Song" (Anderson) - 3:19
4. "Living in These Hard Times" (Anderson) - 3:44
5. "Choir: Silent Night" (Traditional) - 3:06
6. "Reading: Ian Anderson, Marmion" (Sir Walter Scott) - 2:17
7. "Jack in the Green" (Anderson) - 2:33
8. "Another Christmas Song" (Anderson) - 3:56
9. "Reading: Gavin Esler, God's Grandeur" (Gerard Manley Hopkins) - 1:50
10. "Choir: Oh, Come All Ye Faithful" (Traditional) - 3:50
11. "Reading: Mark Billingham, The Ballad of The Breadman" (Charles Causley) - 3:33
12. "A Winter Snowscape" (Martin Barre) - 3:39
13. "Reading: Andrew Lincoln, Christmas" (Sir John Betjeman) - 3:12
14. "Fires at Midnight" (Anderson) - 3:38
15. "We Five Kings" (Instrumental "We Three Kings", Rev. J. Hopkins, arranged and developed by Anderson) - 3:19
16. "Choir: Gaudete" (Trad. arranged by Anderson) - 3:39
17. "God Rest Ye Merry, Gentlemen / Thick as a Brick" (Trad. arranged by Anderson / Anderson) - 10:25

## The Jethro Tull Christmas Album - Fresh Snow At Christmas
Nel 2024 il disco a tema natalizio è stato remixato da Bruce Soord e riproposto in un boxset da 5 dischi contenente, oltre il nuovo remix, la versione mix originale del 2003, il concerto del 2006 e quello del 2008 nella chiesa di St. Bride. Il quinto disco del cofanetto è il blu-ray con la versione in Dolby Atmos e in DTS surround del Christmas Album e in alta risoluzione stereo dei due live a St. Bride. Inoltre, per la prima volta, il disco è stato pubblicato in formato LP doppio vinile, utilizzando il remix del 2024 di Bruce Soord.

### Disco 1 - Original 2003 Mixes
1. Birthday Card at Christmas – 3:37
2. Holly Herald – 4:16
3. A Christmas Song – 2:47
4. Another Christmas Song – 3:31
5. God Rest Ye Merry Gentlemen – 4:35
6. Jack Frost and the Hooded Crow – 3:37
7. Last Man at the Party – 4:48
8. Weathercock – 4:17
9. Pavane – 4:19 Gabriel Fauré
10. First Snow on Brooklyn – 4:57
11. Greensleeved – 2:39
12. Fire at Midnight – 2:26
13. We Five Kings – 3:16
14. Ring Out Solstice Bells – 4:04
15. Bourée – 4:25
16. A Winter Snowscape – 4:57

### Disco 2 - 2024 Remix by Bruce Soord
1. Birthday Card at Christmas – 3:37
2. Holly Herald – 4:16
3. A Christmas Song – 2:47
4. Another Christmas Song – 3:31
5. God Rest Ye Merry Gentlemen – 4:35
6. Jack Frost and the Hooded Crow – 3:37
7. Last Man at the Party – 4:48
8. Weathercock – 4:17
9. Pavane – 4:19 Gabriel Fauré
10. First Snow on Brooklyn – 4:57
11. Greensleeved – 2:39
12. Fire at Midnight – 2:26
13. We Five Kings – 3:16
14. Ring Out Solstice Bells – 4:04
15. Bourée – 4:25
16. A Winter Snowscape – 4:57

### Disco 3 - Christmas at St. Bride's 2008 - Remix by Bruce Soord 2024
Recorded Live at St Bride's Church
1. "Weathercock" (Ian Anderson) - 4:41
2. "Introduction: Rev. George Pitcher / Choir: What Cheer" (William Walton) - 3:32
3. "A Christmas Song" (Anderson) - 3:19
4. "Living in These Hard Times" (Anderson) - 3:44
5. "Choir: Silent Night" (Traditional) - 3:06
6. "Reading: Ian Anderson, Marmion" (Sir Walter Scott) - 2:17
7. "Jack in the Green" (Anderson) - 2:33
8. "Another Christmas Song" (Anderson) - 3:56
9. "Reading: Gavin Esler, God's Grandeur" (Gerard Manley Hopkins) - 1:50
10. "Choir: Oh, Come All Ye Faithful" (Traditional) - 3:50
11. "Reading: Mark Billingham, The Ballad of The Breadman" (Charles Causley) - 3:33
12. "A Winter Snowscape" (Martin Barre) - 3:39
13. "Reading: Andrew Lincoln, Christmas" (Sir John Betjeman) - 3:12
14. "Fires at Midnight" (Anderson) - 3:38
15. "We Five Kings" (Instrumental "We Three Kings", Rev. J. Hopkins, arranged and developed by Anderson) - 3:19
16. "Choir: Gaudete" (Trad. arranged by Anderson) - 3:39
17. "God Rest Ye Merry, Gentlemen / Thick as a Brick" (Trad. arranged by Anderson / Anderson) - 10:25

### Disco 4 - The Ian Anderson Band - Live At St. Bride's 2006 - Remix by Bruce Soord 2024
1. Living in the Past
2. Griminelli's Lament
3. A Christmas Song
4. Moz'art
5. Pastime with Good Company
6. Holly Herald
7. Pavane
8. We Five Kings
9. Aqualung

### Disco 5 - Blu-ray
1. The Jethro Tull Christmas Album in Dolby Atmos, DTS-HD 5.1 Surround Sound & High-Resolution Stereo
2. Christmas at St. Bride's 2008 in High-Resolution Stereo
3. The Ian Anderson Band - Live At St. Bride's 2006

## Formazione

### The Jethro Tull Christmas Album
- Ian Anderson - voce, flauto traverso, chitarra acustica, mandolino, ottavino, percussioni
- Martin Barre - chitarra elettrica, chitarra acustica
- Andrew Giddings - tastiere, fisarmonica
- Doane Perry - batteria, percussioni
- Jonathan Noyce - basso

Ospiti
- James Duncan - batteria, percussioni
- Dave Pegg - basso, mandolino

Sturcz String Quartet con:
- Gábor Csonka - primo violino
- Péter Szilágyi - secondo violino
- Gyula Benkö - viola
- András Sturcz - violoncello

### Christmas at St Bride's 2008
- Ian Anderson - voce, flauto traverso, chitarra acustica
- Martin Barre - mandolino, chitarra acustica
- John O'Hara - tastiere, fisarmonica
- David Goodier - basso acustico
- James Duncan - Cajón, percussioni

### The Ian Anderson Band Live at St Bride's 2006
- Ian Anderson - voce, flauto traverso, chitarra acustica
- Florian Opahle - chitarra
- John O'Hara - tastiere, fisarmonica
- David Goodier - basso
- James Duncan - batteria, percussioni